# Huo Yuanjia
Dans ce nom, le nom de famille, Huo, précède le nom personnel.
Pour les articles homonymes, voir Huo.

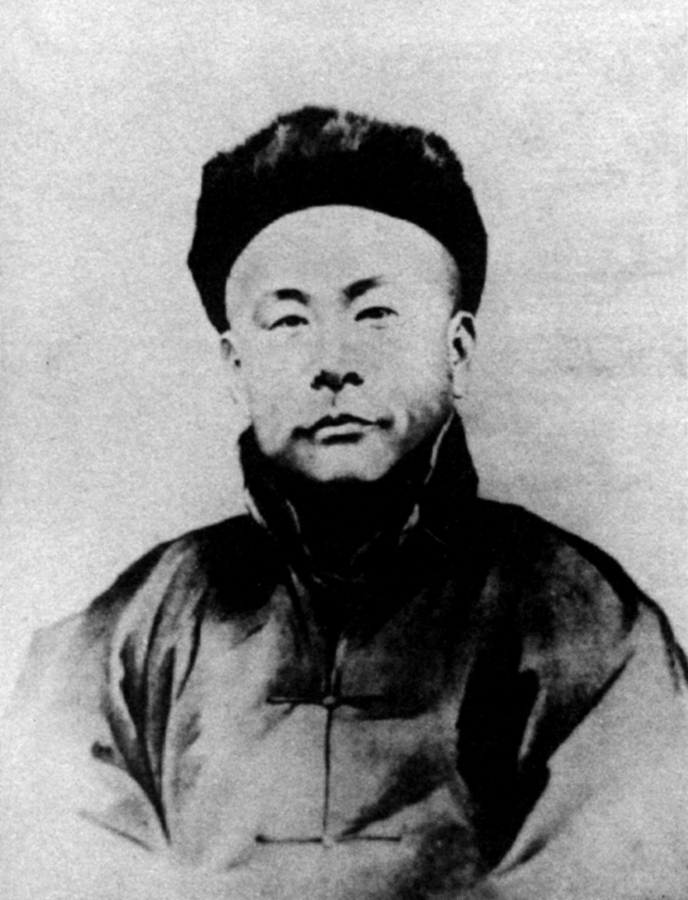
Huo Yuanjia

Huo Yuanjia (chinois: 霍元甲; pinyin: huò yuánjiǎ, cantonais Jyutping: Fok3 Jyun4 Gaap3), né le 18 janvier 1868 à Tianjin et mort le 14 septembre 1910, est un pratiquant de Mizong Quan, l'un des styles des arts martiaux chinois. Devenu légendaire pour ses combats victorieux contre des étrangers, bien que leur réalité soit controversée, il est considéré comme un héros national en Chine. Il est également célèbre pour son école d'arts martiaux, « l’école de culture physique Jingwu », fondée à Shanghai. Il connaît une très grande popularité tout comme un autre héros national, le maître Wong Fei-hung.

## Biographie
Le maître le plus célèbre de Mizong Quan (ou Mizong Yi) est probablement Huo Yuanjia, le dernier des quatre fils de Huo Endi, que son père écarte initialement de l’enseignement martial à cause de sa faible constitution. C’est pourtant lui qui devient finalement le successeur officiel de la tradition familiale (7e génération). Sa famille exerce le métier dangereux de convoyeurs de marchandises.
Il soutient la création de l'école Jingwu. En septembre 1910, Huo Yuanjia doit relever le défi d’une école japonaise de judo de Shanghai. L'issue de ce défi est contestée, mais il meurt peu de temps après, ce qui laisse place à des rumeurs d'empoisonnement par vengeance.

## Filmographie

### Cinéma
Plusieurs films font référence à ce maître des arts martiaux chinois :
- 1972 : La Fureur de vaincre, avec Bruce Lee
- 1994 : Fist of Legend, de Gordon Chan avec Jet Li (remake de La Fureur de vaincre)
- 2006 : Le Maître d'armes, de Ronny Yu avec Jet Li
- 2010 : Legend of the Fist: The Return of Chen Zhen, de Wai-keung Lau avec Donnie Yen, Shu Qi, Anthony Wong Chau-Sang

### Séries télé
- Legendary Fok, 1981, avec Chin Siu-ho
- Legend of a fighter, 1982, avec Yuen Yat-chor, dans le rôle de Huo jeune, et Leung Kar-yan, dans le rôle de Huo adulte
- Heroes, 2020, avec  Wenzhuo Zhao dans le rôle de Huo Yuanjia[2]